# Underhållning

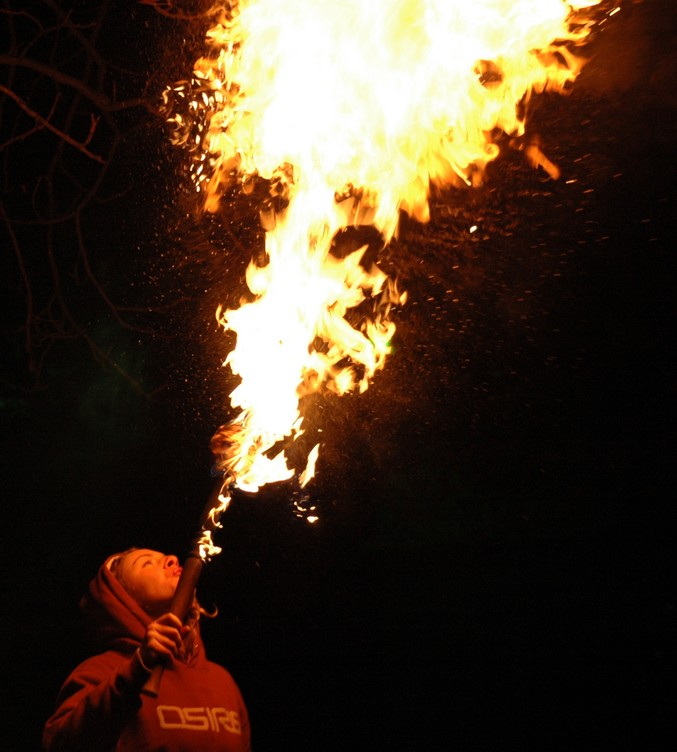
Eldslukare är underhållare.

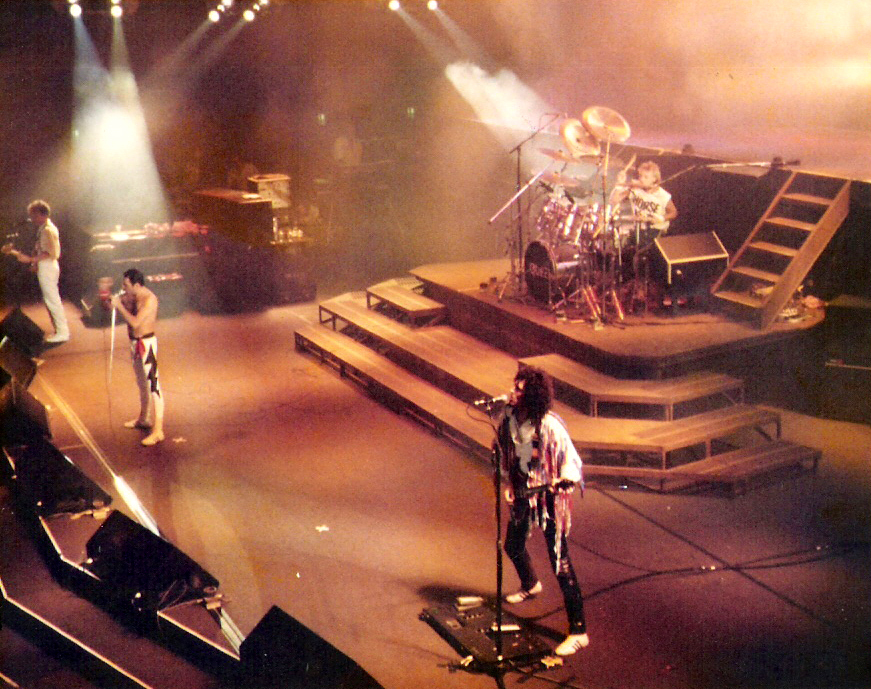
Queen på en livespelning.

Underhållning är en händelse, uppträdande eller aktivitet med mening att glädja en publik, eller en person. Människor kan ta del av underhållning passivt (som i ett tv-spel) eller aktivt (som i en föreställning)
Att skapa, läsa, spela, skriva och måla räknas oftast inte in i underhållning, utan snarare återskapande. Datorspel är undantag och räknas oftast till underhållning. [källa behövs]

## Nöjesliv
Nöjesliv kallas den form av sällskapsliv som försiggår i offentliga sammanhang, på restauranger, nattklubbar, biografer med mera.

## Exempel på underhållning
- Buktaleri
- Cirkus
- Datorspel
- Humor
- Läsning
- Musik
- Sport
- Teater
- TV